# Ska a la carta, vol. 1
Ska a la carta, vol . 1 es el sexto álbum de estudio del grupo mexicano de ska Inspector. Fue publicado el 18 de diciembre de 2012.
Contiene 11 versiones de una gran variedad de artistas, tales como El Binomio, Juan Gabriel, The Cure y El Tri.
También contiene un bonus track, el cual consiste en la canción Bésame mucho interpretada en el Café Iguana.
| N.º | Título                                                    | Intérprete original       | Duración |  |
| 1.  | «Me estoy enamorando»                                     | La Mafia                  | 4:04     |  |
| 2.  | «Osito dormilón» (con Tony Hernández de El Gran Silencio) | Binomio de Oro de América | 4:07     |  |
| 3.  | «Skasatschok»                                             | ?                         | 2:52     |  |
| 4.  | «Fascination street» (con Nimrod)                         | The Cure                  | 3:42     |  |
| 5.  | «Yo no nací para amar»                                    | Juan Gabriel              | 4:31     |  |
| 6.  | «Te he prometido»                                         | Leo Dan                   | 3:13     |  |
| 7.  | «Nunca digas que no»                                      | El Tri                    | 3:27     |  |
| 8.  | «My girl»                                                 | The Temptations           | 2:53     |  |
| 9.  | «"Lamba do ska"» (Llorando se fue)                        | Los Kjarkas               | 3:49     |  |
| 10. | «¡Cuidado!» (con Voodoo Glow Skulls)                      | Eskorbuto                 | 3:20     |  |
| 11. | «El año viejo» (con Celso Piña)                           | Tony Camargo              | 3:19     |  |
| 12. | «Bésame mucho» (En directo Café Iguana Mty)               | Emilio Tuero              | 4:48     |  |